# Albert Eckstein (Mediziner)
Albert Eckstein (* 9. Februar 1891 in Ulm; † 18. Juni 1950 in Hamburg) war ein deutscher Pädiater und Hochschullehrer.

## Leben
Als zweiter Sohn in eine jüdische Fabrikantenfamilie geboren, studierte Eckstein gegen den Willen seines Vaters Medizin in Freiburg, Leipzig und München. Schon als Student arbeitete und publizierte er in der Physiologie und Anatomie. 1915 promovierte er zum Dr. med. Nachdem er als Sanitätsoffizier am Ersten Weltkrieg teilgenommen hatte, wurde er wissenschaftlicher Assistent in der Freiburger Physiologie. 1920 wechselte er in die Kinderklinik unter Carl Noeggerath, bei dem er sich 1923 habilitierte.
Als Privatdozent und Oberarzt ging er 1925 zu Arthur Schloßmann, der die Kinderklinik der Medizinischen Akademie Düsseldorf leitete. Eckstein heiratete dessen Tochter Erna, die er in Freiburg im Breisgau kennengelernt hatte. 1926 wurde er a. o. Professor und Vertreter, dann Nachfolger seines Schwiegervaters.
Nach den Nürnberger Gesetzen als Jude diskriminiert, wurde Eckstein 1935 unter „höchst beschämenden Umständen“ (Hans-Rudolf Wiedemann) in Düsseldorf entlassen. Mit seiner Familie emigrierte er im selben Jahr nach Ankara, wo die neue Universität Ankara deutsche Professoren suchte. Max Meyer leitete die HNO-Klinik. Da es noch keine reguläre Kinderklinik gab, baute Eckstein mit seiner Frau Polikliniken auf. Sein Assistent wurde İhsan Doğramacı, welcher zu großen Veränderungen im Medizinwesen seines Landes beitragen sollte. Die von ihm betriebene Präventivmedizin und Milchversorgung reduzierte die mit 50 % sehr hohe Kindersterblichkeit. Eckstein beherrschte die türkische Sprache so gut, dass er ein türkisches Lehrbuch schreiben konnte. Er wurde auch als Fotograf des türkischen Landlebens bekannt.
In der Nachkriegszeit wurden Eckstein vier westdeutsche Lehrstühle angeboten – Freiburg, Gießen, München und Würzburg. Die Medizinische Akademie Düsseldorf ernannte ihn jetzt zum Ehrenmitglied. Fritz Goebel, der Leiter der Akademie, bot ihm dort einen Lehrstuhl an, Eckstein lehnte ab. Um ihren beiden in England erzogenen Söhnen näher zu sein, entschloss er sich mit seiner Frau zur Rückkehr nach Deutschland. 1950 folgte er dem Ruf der Universität Hamburg. Wenige Monate später starb er an einem Herzinfarkt. Sein Vorgänger Erich Rominger hielt die Grabrede.
Sein Sohn Herbert Eckstein wurde Kinderurologe am Great Ormond Street Hospital.